# جورج ويزلي بوكانان
جورج ويزلي بوكانان (بالإنجليزية: George Wesley Buchanan)‏ هو عالم الكتاب المقدس أمريكي، ولد في 25 ديسمبر 1921.